# Rosa laevigata
El rosal de los cheroqui (Rosa laevigata) es una especie del género Rosa originario del sur de China y Taiwán, de Laos y Vietnam. Es planta invasora en los Estados Unidos.
Es la única especie constituyente en la sección de Laevigatae dentro del subgénero Eurosa.

## Características generales
Es un arbusto trepador de hoja perenne. Su tallos sarmentosos están equipados con grandes espinas, pueden colgarse en otras arbustos y árboles pequeños y elevarse a alturas de hasta diez metros.
Las hoja, de 3 a 10 cm de largo, por lo general sólo tienen tres foliolos, a veces cinco. Estos foliolos son lisos de color verde lustroso, brillante.
Sus flores tienen de 6 a 10 cm de diámetro, con pétalos de color blanco puro, estambres amarillos, son muy fragantes.
Estas son seguidas por un fruto cinorrodón de color rojo brillante y espinoso, de 2 a 4 cm de diámetro.
Los tallos de las flores también son muy espinosos.

## Híbridos de Rosa lævigata

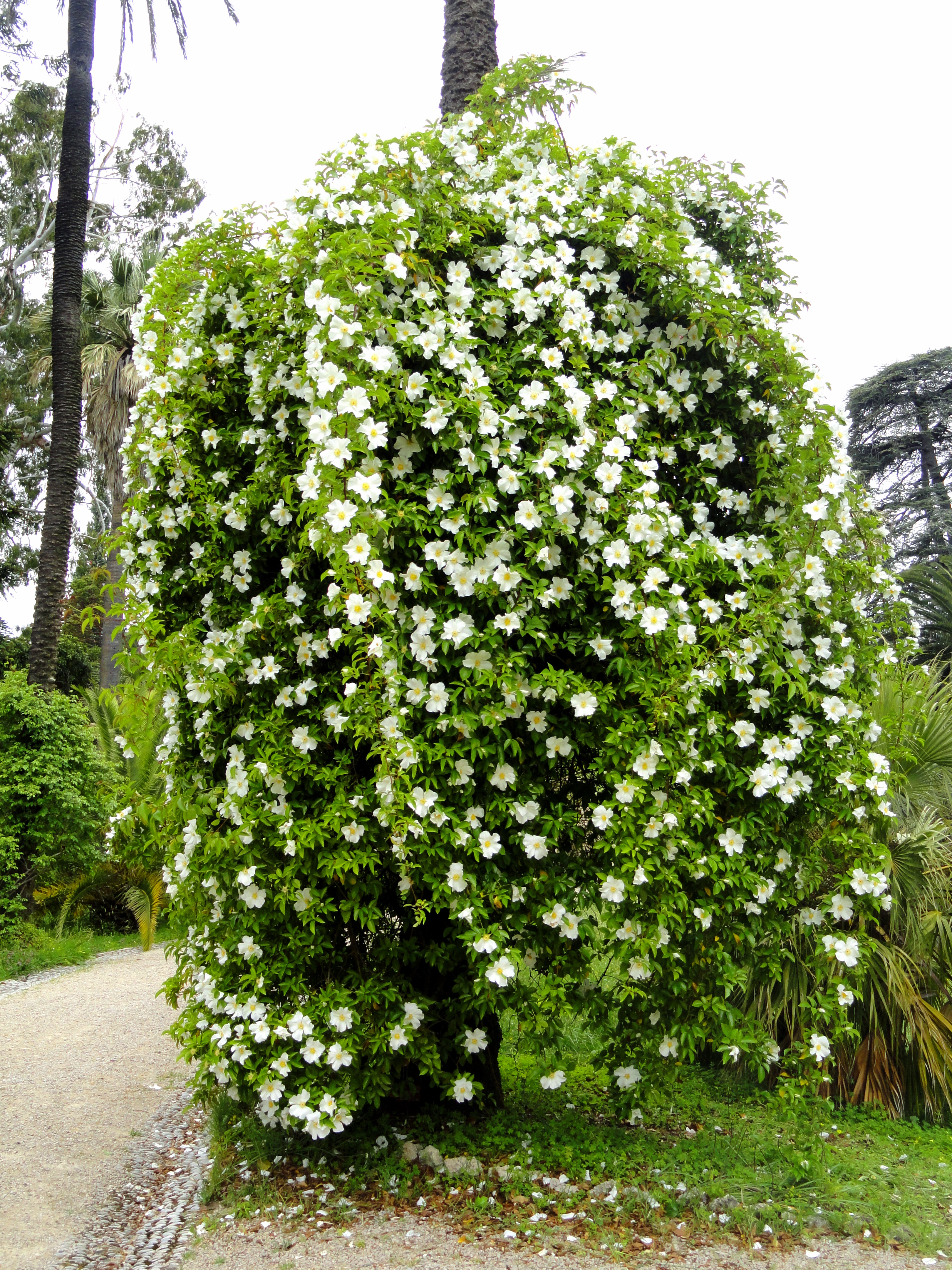
Espécimen en el Jardín Botánico de la Villa Thuret, Juan-les-Pins, Alpes-Maritimes, Francia.